# رسائل يحيى حقي إلى ابنته

رسائل يحيى حقي إلى ابنته (نهى حقي - أبراهيم عبد العزيز) 1997

رسائل يحيى حقي إلى ابنته كتاب يتناول الجوانب الإنسانية للأديب الكبير، كتبته نهى حقي ابنة حقي وشاركها الكتابة أبراهيم عبد العزيز تلميذ يحيى حقي. صدر الكتاب عام 1997 في الذكرى الخامسة لوفاته، وصدر عن الهيئة المصرية العامة للكتاب في 255 صفحة مع مقدمة بقلم نجيب محفوظ صاحب جائزة نوبل.

## فصول الكتاب
إليه في ذكراه
إهداء واجب
مقدمة نجيب محفوظ
تجربة شخصية
مأساة زوجة
القريب البعيد
ابنتي العزيزة نهى
وثائق وصور

## مختارات من الكتاب
إليه في ذكراه: كلمات بقلم الابنة نهى تقول: «اسم عاطر عبر الزمان.. عطره الغالي الذي يعبق الزمان.. والمكان.. عبر الأيام».
إهداء واجب: كتبت نهى يحيى حقي: «تسجيلاً لأمانة التاريخ ووفاء لذكرى يحيى حقي» وتقدم الشكر لسعد الدين وهبة والأطباء الذين باشروا علاج حقي.
مقدمة نجيب محفوظ: كتب المقدمة محفوظ بتاريخ 13 يناير 1994 بعد وفاة حقي في 9 ديسمبر 1992 في حوار مع إبراهيم عبد العزيز تلميذ يحيى حقي:
"تعرفت على الاستاذ يحيى حقى أدييا مبدعاً حين قرأت له قنديل أم هاشم  سنة 1945 ولكنه كان يكتب قبل هذا التاريخ لأنه من مؤسسي القصة القصيرة في مصر والعالم العربي، وحين كان أبناء جيله يكتبون لم نكن نقراء وحين بدأنا نقرأ، وحين بدأنا نقرأ إنقطعوا جميما عن الكتابة تقريبا ماعدا المرحوم محمود تيمور، فقد سافر من سافر إلى أشغال مختلفة، ومنهم الأستاذ يحيى حقي الذي اختفى في السلك السياسي، ولذلك لم اعرفه إلا من خلال "قنديل ام هاشم" حيث كنت متابعاً لسلسلة "اقرأ" التي تصدرها "دار المعارف" وكانت مفأجأة جداً لي لأننى وجدت أدباً عذباً جداً، جميلاً جداً؛ إلى درجة أستطيع اقول معها إن "قنديل أم هاشم" والثلاث قصص الملحقة بها في هذه المجمومة القصصية القصيرة "خيشت" في عقلى، وعشقت كاتبها على غير معرفة أو اتصال به"، ويواصل محفوظ الحديث إلى تلميذ الكاتب الراحل ويقول: "وحين فاز الأدب العربي بجائزة "نوبل" ممثلااً في شخصي، رشحت وأهديت الأستاذ يحيى حقي هذه الجائزة كواحد من المبدعين الممتازين الذين يستحقونها لولا الحظ"، وينهي محفوظ حديثه قائلاً: "ما اطالب به بالنسبة للأستاذ يحيى هو جمع مؤلفاته الكاملة، فهو الذي يستحق أكثر من آخرين تجمع مؤلفاتهم الكاملة وهم على قيد الحياة، وربما كانوا في أواسط العمر، وهذه مسألة غريبة، ولكنها أولى وأليق وأحق بأديب كبير مثل يحيى حقي، فتجمع أعماله كلها في مكان واحد خوفاً عليها من التشتت والضياع بحيث تكون في المكتبات العامة والخاصة. وهذا خير احتفال نحيي به ذكرى صاحب القنديل الذي سيظل يضيء حياتنا كمشعل استنارة دائم.
تجربة شخصية: كتب تلميذه: «عرفته بعد أن أختبر صبري على ملاحقته والحاحي عليه لمقابلته طوال سنة كاملة وأنا أحاول، حتى اختبرني في الإلمام ببعض محتويات كتبه، فضرب لي موعداً مساء يوم ممطر بارد كان شديد الحرارة والدفء حينما التقيت بيحيى حقي بقامته القصيرة الشامخة فكراً وادباً وإنسانية».
مأساة زوجة: يروي الكاتب تجربة يحيى حقي مع النساء وعدم قناعته بعلاقات خارج الزواج، ويتطرق لأول علاقة مع فتاة تركية التقى بها أثناء عمله الدبلوماسي في تركيا ولم يكتب لهذه العلاقة النجاح ثم طلبه من صديق يثق فيه أن يبحث له عن عروس، ودله الصديق على فتاة التقى بها وأسرتها وفي اليوم الموعود أصطحب معه الصديق الذي كان السبب في هذه العلاقة ليكتشف أن الصديق كان يقصد فتاة غير هذه العروس. يقول يحيى حقي أن هذا كان أفضل خطأ في حياته، وتزوجها وتوفيت بسبب مرض بالقلب بعد وضعها لابنته الوحيدة.
القريب البعيد: يروي هذا القسم تطور شخصية الطفلة ابنة حقي التي بدأت الكتابة صغيرة وكان يصطحبها أبوها إلى صالون العقاد وهي في الثامنة. يأتي هذا القسم على ذكر الكتاب المصريين وقتها وعلاقتهم بيحيى حقي، مثل إحسان عبد القدوس ونجيب محفوظ وتعاملهم مع الابنة نهى.
ابنتي العزيزة نهى: بذكر هذا القسم الزوجة الثانية ليحيى حقي، وهي الفرنسية «جان ماري جيهو». يعرض خطاب أرسله حقي لابنته نهى يروي فيه قصة اختفاء طائر (حمامة) من عند جيرانه. يقدم أيضاً مجموعة رسائل مرسلة من حقي لابنته.
وثائق وصور: وفي هذا القسم الأخير من الكتاب صور كثيرة لخطابات كتبت بخط اليد من حقي لابنته، وبعض أوراق وتعليقات كتبها أثناء فترة عمله، بالإضافة إلى عقد زواجه وصور شخصية ومع فنانيين وكتاب وأصدقاء.

## خاتمة
كتب يحيى حقي بعض كلمات قليلة كخاتمة لكتابه بتوقيع «أبوك يحيى» قائلاً:
ليه في فرق بين القلب واللسان
مع انهم مربوطين ببعض
اللسان يقول
الحمد لله يارب
اشكر نعمتك
مالهاش حد
لكن القلب ساكت
مش راضي ينطق
زي مايكون طرشان أو شيطان
منفوخ من شدة الكبرياء
مع انها نفخة كذابة
حاول أن تشكر ربك
بقلبك قبل لسانك 

## نقد وتعليقات
كتبت موقع صحيفة الإمارات اليوم في 18 يناير 2017: «بصحبة مبدع» قنديل أم هاشم«، المتصالح مع الكلمة والحياة الراحل يحيى حقي (1905 - 1992)، حظي الكاتب إبراهيم عبد العزيز، وكان نتاج تلك اللقاءات والصحبة كتاب» رسائل يحيى حقي إلى ابنته«، لا يكتفي الكتاب بخطابات» بابا يحيى«إلى الابنة نهى، فثمة معايشة لتفاصيل كثيرة في حياة صاحب» صح النوم«و» البوسطجي«، يرويها بمحبة معد الكتاب، مؤكداً تفرد يحيى حقي إنسانياً وإبداعيا».
جاء في موقع «الوطن» حوار مع نهى يحيى حقي في 16 يناير 2022 قالت: «أنا ابنته الوحيدة، وكان صديقى منذ صغرى وعاش معى طفولتى، فكان يصحبنى في الحدائق العامة والسيرك وحديقة الحيوانات، فعندما يصحب طفله في هذه الأماكن يتيح له رؤية عالم آخر، ويشاركنى اللعب في جميع ألعاب الأطفال، وهو في الأساس يحب الطفولة، وفى هذه السن كان يرسل لى كثيراً من الكتب المناسبة لسنى كى أقرأها، وعندما كان يخرج معى كان يركب» الحنطور«، ويجلس بجوار الرجل قائد الحنطور، وكان يتحدث إليه إلى أن يتحمس الرجل للغناء له، ويحيى حقى كان دائماً يكتب لا سعياً إلى شهرة ولا أضواء، بل كان يكتب عن الناس فكان شخصية محببة إليهم، سواء من الوسط الثقافى أو من بسطاء الناس في مصر وخارجها... حى السيدة زينب كان مسقط رأسه، وعاش به طفولته، وبعد السيدة انتقل إلى الحلمية في شبابه، وتحدّث كثيراً عن منطقة السيدة في كتاباته باستفاضة ومحبة، وكان طوال عمره متصلاً بالمقام، وعاشقاً لهذا المكان، وكان يصحبني معه إلى السيدة لتناول الأكلات الشعبية، فقد كان ذوّاقاً للأطعمة الجيدة».
أجرت صاحبة كتاب «رسائل يحيى حقي إلى ابنته»، الكاتبة والاعلامية نهى حقي، حوار مع موقع البوابة في 26 فبراير 2022 جاء فيه: «عندما يستحضره موضوع ما يدور في ذهنه، كان يتجه من غرفة نومه إلى مكتبه مرتديًا الروب إستعدادًا للكتابة، ذلك المكتب له خصوصيته الخاصة، فعلى الرغم أنه كان ضليعًا في اللغة العربية وإجادة مفرداتها وأسرارها، إلا أن يرافقه دائمًا مجموعة كبيرة من القواميس بحثًا عن الكلمة في مكانها الصحيح، فقد عانى كثيرًا أثناء الكتابة، فإذا كانت المقالة تستغرق عشرة دقائق في الكتابة، إلا أنها تصل إلى خمس ساعات، وذلك نظرًا لدقته المتناهية الذي يريد إيصالها للقارئ، حتى لا يشعره بمدى معاناته في بحث الكلمة، التي تجعلك كقارئ تشعر بالرقي والإنسانية والانسيابية أثناء القراءة، حتى يقدم له الكلمة على طبق من فضة».
كتبت وداد الكواري على موقع الوطن نيوز في 9 أكتوبر 2016: "ان رسائل ابنته الشابة التي لم يكن ينقصها شيء تفيض بالشكوى والأنين فان رسائله لها هو الشيخ الطاعن في السن المريض المفلس تفيض بالأمل والقناعة والرضى. وكانت رسائلها تزعجه وتغضبه حتى انه لم يتمالك نفسه ذات مرة ورد معنفا: "قلت لك بأنني قلق فما بالك بعد أن وصلني اليوم خطابك والذي تصفين فيه حالتك الصحية بصورة مزعجة جدا ومخيفة جدا، وتصوري حالي ازاي بقى.. اعمل ايه يارب... كل الكلام مش نافع وكنت اتعشم فيك ولو واحد من عشرة من قوة الصمود وواحد من عشرة من قوة التوكل على الله". وكان الأديب الذي هجره الاصدقاء وضاقت به السبل يتجنب قدر استطاعته ذكر متاعبه النفسية والصحية حتى إذا ألحت وحيدته لمعرفة كل التفاصيل سارع للتهوين من متاعبه، حامدا لله وشاكرا، ففي أحد خطاباته يشير إلى انتظاره لعودة طبيب اسنانه لتركيب طقم جديد فيقول: "أعرف ناس يأكلون بدون أسنان وبدون طقم.كأنهم يقولون ليس المهم ان نأكل. بل ايه إلى نأكله ومدام لقيناه نحمد ربنا. فأيهما أتعس.. واحد عنده طقم اسنان ومش لاقي حاجة يأكلها وواحد بدون طقم وربنا فاتحها عليه".
أشاد خلف جابر على موقع الميادين بالكاتب يحيى حقي وعزوفه عن نيل الجوائز واستشهد بحديث ابنته نهى في كتاب «رسائل يحيى حقي إلى ابنته» وكتب: "لم يكن يحيى حقي من الساعين لنيل الجوائز؛ ففي العام 1990، وقعت حادثة رفضه "جائزة صدام حسين للعلوم والآداب والفنون"، والتي تحكيها ابنته نهى، مؤكدة أنها جاورته يوم أخبروه بترشحه إليها، وأنها سألته عن سبب اعتذاره عن الجائزة، فأجابها بأنه لا يستطيع وضع يده في يد هذا الرجل - صدام - ويداه ملوثتان بالدماء. فلما سألته: دماء من؟ قال: "دماء المسلمين، فهو قتل كثيراً من الكرد والإيرانيين".

## وصلات خارجية
https://www.yahyahaqqi.com/books رسائل يحيى حقي إلى ابنته
https://www.albawabhnews.com/4533216 رسائل يحيى حقي إلى ابنته
https://www.goodreads.com/book/show/11027013 رسائل يحيى حقي إلى ابنته